# Typhlosaurus meyeri
Typhlosaurus meyeri är en ödleart som beskrevs av  Oskar Boettger 1894. Typhlosaurus meyeri ingår i släktet Typhlosaurus och familjen skinkar. Inga underarter finns listade i Catalogue of Life.